# Jules Patenôtre
Jules Patenôtre des Noyers (20/04/1845 – 26/12/1925) là một nhà ngoại giao Pháp.
Ông đã từng hoạt động ở Việt Nam với dấu ấn Hòa ước Patenôtre hay Hòa ước Giáp Thân (1884), công nhận sự bảo hộ của nước Pháp đối với nước Việt, lúc đó còn lại là Bắc kỳ và Trung kỳ, còn Nam Kỳ đã là thuộc địa Pháp.

## Cuộc đời và sự nghiệp
Noyers sinh ra ở Baye (Marne). Theo học tại École Normale Supérieure, ông đã dạy một vài năm ở lycée Algiers trước khi tham gia hoạt động ngoại giao năm 1871. Từ năm 1873 đến năm 1876 Ông đã phục vụ ở phía bắc Ba Tư. Năm 1880, ông làm trưởng đại diện tại Stockholm, Thụy Điển.
Tháng 9/1883, ông được bổ nhiệm hàm Bộ trưởng Pháp tới làm Đại sứ tại Bắc Kinh, Trung Quốc. Một trong các thương thảo là về định chế lại quyền thống trị của Pháp đối với nhà nước bảo hộ An Nam ở Việt Nam. Tuy nhiên Hòa ước Quý Mùi, 1883 (hay Hòa ước Harmand) ngày 25/8/1883 đã không được quốc hội Pháp phê chuẩn và đã làm phật lòng chính phủ Trung Quốc. Patenôtre rời Marseille cuối tháng 4/1884 với một phiên bản sửa đổi gọi là hiệp ước Quai d'Orsay soạn thảo để ký kết với vua An Nam .
Vào cuối tháng Năm, ông chuyển đến một tàu quân sự gần Vũng Tàu (người Pháp đặt tên là Cap Saint-Jacques), được biết về việc kết thúc cuộc chiến tranh Trung-Pháp và Hòa ước Thiên Tân 1884 (Accord de Tientsin) ký ngày 11/05/1884 nhằm giải quyết cuộc chiến tranh không tuyên bố nói trên, do đại diện Trung Quốc Lý Hồng Chương và đại diện Pháp François-Ernest Fournier đã thương thảo cho một cuộc rút quân của quân đội Trung Quốc khỏi Bắc Kỳ, để đổi lại một hiệp ước toàn diện để giải quyết các chi tiết về thương mại giữa Pháp và Trung Quốc, và cung cấp cơ sở để phân chia ranh giới tranh chấp với Việt Nam . Ông nhận được hướng dẫn bổ sung từ Paris, và ông đến Huế ngày 30/5 , bắt đầu thảo luận với Nhiếp chính Nguyễn Văn Tường , và sau đó đến Thượng Hải để thương lượng với Trung Quốc về việc rút quân Trung Quốc khỏi Việt Nam. Ngày 6/6/1884 Hòa ước Patenôtre được ký kết xác lập sự bảo hộ của nước Pháp đối với nước An Nam, còn dấu ấn Trung Hoa - một biểu tượng của địa vị chư hầu mà nhà Thanh trao cho vua Gia Long được nấu chảy và kết thúc sự tồn tại .
Sau này ông là Đại sứ đặc mệnh và Bộ trưởng tại Ma-rốc từ năm 1888 đến năm 1890. Năm 1890 ông chuyển đến Washington Hoa Kỳ, là đại diện đầu tiên của Pháp mang danh hiệu đại sứ năm 1893. Giữ chức vụ này cho đến năm 1897, ông kết hôn tại Hoa Kỳ vào năm 1894 với một người thừa kế giàu có người Mỹ, Eleanor Elverson, em gái của Đại tá James Elverson, chủ sở hữu tờ báo đầu tiên của Pennsylvania Philadelphia Inquirer. Ông bà có hai con là Yvonne (1896-1981), kết hôn với nhà ngoại giao Boniface de Castellane và Raymond (1900-1951), bộ trưởng tương lai.
Sau đó ông là đại sứ của Pháp tại Tây Ban Nha từ năm 1897 đến năm 1902.